# Šachtičky
Šachtičky je lyžařské středisko ležící přibližně 10 km od Banské Bystrice, na katastrálním území obcí Selce a Špania Dolina. Nachází se na úbočí svahů Panský diel ve Starohorských vrších v nadmořské výšce 800 až 1 100 m n. m.
Areál disponuje přibližně 10,5 kilometry sjezdových tratí a čtyřmi vleky. Dvě lyžařské tratě mají certifikaci FIS k pořádání mezinárodních závodů. Na severním úpatí leží sportovní centrum označované Šachtička či Šachtičky, s hotelem a vyhlídkovou věží, které slouží k rekreačním aktivitám. Sídlí zde Lyžařský klub Šachtičky. Hranice katastrů Selce a Špania Dolina prochází přímo přes budovy střediska.

## Přístup
Hlavní přístupovou cestou je 5,5 km dlouhá asfaltová silnice směrem do městské části Sásová. Další přístupy jsou možné po turistických trasách z Donoval, Sásové a Španí Doliny.